# Iglesia de Cristo Redentor (Bakú)
La Iglesia de Cristo Redentor es una iglesia parroquial católica en Bakú, la capital de Azerbaiyán (calle Teymur Aliyev, 69/B/1). Incluye la Capilla de Cristo Redentor, ubicada en una casa privada comprada por salesianos, y también posee una biblioteca. La iglesia mantiene el Ministerio Social Parroquial también. El Actual párroco es el Padre Slavko Shvigra . Cuando se terminó el nuevo edificio de la Iglesia de la Inmaculada Concepción de la Virgen María, los principales servicios de la iglesia han sido trasladados allí.
Ahora, la capilla es un lugar de servicio de los salesianos, que viven en el mismo edificio.